# Vadimonské jezero
Vadimonské jezero dnes nazývané Bassano (latinsky Vadimonis lacus, italsky Lago di Bassano popř. Laghetto di Bassano), jezero ve starověké Itálii, v jižní části Etrurie. Nyní se malé jezero nachází v provincii Viterbo mezi městy Viterbo a Amelia (v antice zvaném Ameria) na území obce Orte.

## Historie
Poblíž jezera se odehrály dvě bitvy mezi Etrusky a Římskou říší. První bitva proběhla v roce 309 př. n. l. a zvítězili v ní Římané. Ve druhé bitvě v roce 283 př. n. l. římští legionáři pod vedením konsulů Publia Cornelia Dolabelly a Gnea Domicia porazili etrusko-galské vojsko. Od té doby Římané začali pokoření italických kmenů a zabírání řeckých měst v jižní Itálii.